# Peru, Kansas
Peru är en ort i Chautauqua County i Kansas. Orten har fått sitt namn efter Peru, Illinois. Enligt 2020 års folkräkning hade Peru 101 invånare. Barack Obamas mormor Madelyn Dunham föddes i Peru.